# 河流作用
河流作用（英語：fluvial process）是指河流流水的侵蝕、搬運和堆積作用，河水是流體，具有動能，因此河流時時刻刻都對地表進行侵蝕作用，使之發生變化。流水的侵蝕搬運堆積作用是經常變化的，對一條河流而言，在正常的情況下上游是以侵蝕作用為主；下游則以堆積作用為主。如果河水水量少，泥沙物質增多，在河流的上游段也可以產生堆積作用，如果海平面下降則下游地段也可以轉變為侵蝕作用，在同一時一地侵蝕作用和堆積作用可能同時進行。

## 侵用
侵蝕作用是河流本身的動能對其邊界產生的沖刷和破壞作用。依侵蝕作用的方向可分為下蝕、側蝕和溯源侵蝕三種，河流下蝕作用的大小主要由河床水流的強度和組成河床物質的抗蝕能力而定。河流流速愈大對河床物質的衝擊能力愈大；則愈能將石塊和泥沙顆粒帶走，不同岩性的基岩其抗蝕能力也不同，地殼構造運動對下蝕作用也有影響，當地殼急速上升時。河流比降加大，下蝕作用增強；當地殼穩定或下沉，下蝕作用即減落。側蝕作用可使河床左右遷徙或河谷邊坡後退，結果是造成河床擺動河谷加寬，形成曲流。溯源侵蝕是一種特殊形式的下蝕作用。其過程是由於斜坡上溝谷下段的水量大於上段，因而侵蝕作用也大於上段，於是出現凹地。凹地使河谷縱剖面變陡，因而流速變大使水流下蝕更為劇烈，結果河道逐步向上移動，這種河道向上游、源頭方向侵蝕的作用稱為頭蝕作用。

## 搬運作用
搬運作用是河流把侵蝕河床基岩河谷邊坡岩層的產物移動到他處的作用。其大部分是不溶於水的機械搬運；小部分則是溶於水的化學搬運。且河流流量越快，搬運物顆粒越大，但搬運量較少。
| 河流       | 年平均輸沙量（百萬噸） |
| ---------- | ---------------------- |
| 黃河       | 1640                   |
| 長江       | 478                    |
| 恆河       | 451                    |
| 亞馬遜河   | 363                    |
| 密西西比河 | 312                    |
| 科羅拉多河 | 135                    |
| 尼羅河     | 111                    |

## 堆積作用
堆積作用是被河水攜帶的物質停止搬運而發生的沉積作用。沉積作用下來的碎屑物則稱為沉積物，形成的堆積地形最主要是下游的沖積平原。